# Xavier Darcos
Xavier Darcos (ur. 14 lipca 1947 w Limoges) – francuski literaturoznawca, nauczyciel akademicki i polityk, od 2007 do 2010 minister w pierwszym i drugim rządzie François Fillona.

## Życiorys
Ukończył studia na Université de Bordeaux, specjalizując się w zakresie literatury i nauk społecznych. W 1968 rozpoczął pracę jako nauczyciel, uczył w szkołach średnich w Périgueux, Bordeaux i Paryżu. Był również inspektorem szkolnym i wykładowcą na Université Paris-Sorbonne.
Od 1989 obejmował kierownicze stanowiska w administracji rządowej i regionalnej. Początkowo był zastępcą mera Périgueux, w latach 1993–1995 pełnił funkcję dyrektora gabinetu ministra edukacji François Bayrou, a następnie doradcy premiera Alaina Juppé. W 1997, 2001 i 2005 wygrywał wybory na stanowisko mera Périgueux, urząd ten sprawował do 2008, kiedy to przegrał z kandydatem socjalistów większością 113 głosów.
Należał do Zgromadzenia na rzecz Republiki, w 2002 wraz z tym ugrupowaniem dołączył do Unii na rzecz Ruchu Ludowego.
W 1998 został senatorem z departamentu Dordogne, w parlamencie zasiadał do 2002. Objął następnie stanowisko ministra delegowanego najpierw edukacji, a w 2004 współpracy, rozwoju i Frankofonii. Z rządu odszedł w 2005, kiedy to został nominowany na funkcję ambasadora Francji przy OECD.
W 2007 w rządzie François Fillona objął stanowisko ministra edukacji narodowej, a po rekonstrukcji z 2009 został ministrem pracy, stosunków społecznych, rodziny i solidarności. Z rządu odszedł w 2010.
W 2013 został wybrany w skład Akademii Francuskiej (fotel 40).

## Odznaczenia
- Wielki Oficer Legii Honorowej[4]
- Oficer Orderu Narodowego Zasługi[4]
- Komandor Orderu Palm Akademickich[4]
- Komandor Orderu Sztuki i Literatury[4]